# Pist.On
Pist.On ist eine US-amerikanische Alternative-Metal-Band aus New York City, die 1993 gegründet wurde. Weitere Schreibweisen des Namens sind Pist*On, Pist-On und anfangs sowie später unter Atlantic Records Piston.

## Geschichte
Die Band wurde im Jahr 1993 in Brooklyn gegründet. Der Kern der Gruppe bestand aus dem Sänger und Gitarristen Henry Font und der Bassistin Val.ium. Im selben Jahr erschien ein erstes Demo, das aus zwei Songs besteht. Hierauf ist Dave Femia als Schlagzeuger zu hören. Die Band hatte die Aufnahmen ursprünglich mit Josh Silver geplant, jedoch war Silver zu sehr mit Life of Agony beschäftigt, sodass die Gruppe das Demo mit einem anderen Produzenten aufgenommen hatte. Kurze Zeit später wurde das Demo Urine the Money  mit Silver als Produzenten in den New Yorker Rabbi in the Sky Studios aufgenommen. Auch steuerte die Gruppe 1995 den Song Exhume Her zu dem Sampler Metal Massacre XII bei. Im Mai 1996 unterzeichnete die Gruppe einen Plattenvertrag bei Firce Recordings.
Im selben Jahr erschien das Debütalbum Number One, das von Silver produziert worden war. Die Aufnahmen hierzu hatten bereits im August 1995 im Systems Two-Studio in Brooklyn stattgefunden, jedoch hatte sich die Veröffentlichung durch die Suche nach einem Label und die Verhandlungen mit diesen verschoben. Auf dem Album ist unter anderem eine Coverversion des The-Smiths-Songs Shoplifters of the World Unite enthalten. Die Veröffentlichung in Europa fand bei Music for Nations statt. 
Im Winter 1996 ging die Band auf eine Europatournee mit Life of Agony. Durch den Erfolg des Albums wurde Atlantic Records auf die Gruppe aufmerksam, worüber der Tonträger weltweit wiederveröffentlicht wurde. Als Single wurde Grey Flap ausgekoppelt. Das Album konnte in den USA eine Goldene Schallplatte erreichen. Nach der Veröffentlichung des Albums verließen der Gitarrist Paul Poulos und der Schlagzeuger Danny Jam Kavadlo die Besetzung. Ersterer wurde durch Burton Gans und Letzterer durch Jeff McManus ersetzt.
1996 und 1997 spielte die Band über 200 Konzerte im Nordosten und Mittleren Westen der USA. Nach dem Vertragsschluss mit Atlantic Records folgten Auftritte mit Marilyn Manson (unter anderem in Hamburg), Type O Negative und Queensrÿche. 1997 war die Band unter anderem auf dem Bizarre-Festival und dem Dynamo Open Air sowie in München zu sehen. Während einer US-Tour mit Fu Manchu klagte McManus über chronische Muskelschmerzen, woraufhin eine Atemwegserkrankung bei ihm festgestellt wurde. Die restlichen Konzerte der Tournee wurden mit dem Type-O-Negative-Schlagzeuger Johnny Kelly absolviert.
1999 erschien über Mayhem Records das zweite Album $ell Out, das die Band aufgrund ihrer Erfahrungen mit Atlantic Records so betitelt hatte. Die Veröffentlichung hatte sich zum einen durch die Erkrankung von Jeff McManus, zum anderen durch das Fehlen eines passenden Produzenten verzögert. Das Album war schließlich unter der Leitung von Daniel Rey in den Baby Monster Studios und bei Spa Recording in New York aufgenommen worden, jedoch wurde es kaum beworben. Ende des Jahres verließ McManus die Besetzung. Im Sommer 2001 ging es auf eine Tour durch Europa, um neues Material, das auf der von Michael Marciano produzierten EP Saves enthalten ist, zu testen. Zu dieser Zeit war die Band auch auf dem Graspop Metal Meeting vertreten.
Im August desselben Jahres verließ die Bassistin Val.ium, nach einer Tour durch Europa, Pist.On, woraufhin die Aktivität der Band zum Erliegen kam, ohne offiziell eine Auflösung verkündet zu haben. 2015 nahm die Band ihre Aktivität wieder auf und bestand neben Font, Gans und McManus aus dem Bassisten Jack Hanley. Die ersten Auftritte waren für Juni 2018 in Form einer siebenteiligen Tour durch Großbritannien geplant.
In ihrer Karriere ist die Gruppe unter anderem zusammen mit Carnivore, Souls at Zero, Testament, Malevolent Creation, Warrant, Korn, Clutch und The Misfits aufgetreten und hat eine Tournee durch Deutschland und Österreich mit Undertow abgehalten.

## Stil
Laut Eduardo Rivadavia von Allmusic vermischt die Band schwere, in mittlerer Geschwindigkeit gespielte Riffs mit gelegentlichen Gesangsharmonien. Christian Graf schrieb in seinem Nu Metal und Crossover Lexikon, dass $ell Out vor allem wegen der melodiösen Lieder, eingängigen Refrains und Crossover-Inszenierung gelobt wurde und mit Life of Agony verglichen worden sei. Joel McIver ordnete die Band in seinem Buch The Next Generation of Rock & Punk Nu-Metal dem Nu Metal zu. Number One besteche durch die kraftvollen Rhythmusinstrumente sowie die Melodien Fonts. Martin Popoff rezensierte in seinem Buch The Collector’s Guide of Heavy Metal Volume 3: The Nineties das Debütalbum. Er ordnete es dem Hardcore Punk zu, das sich auf „Straßen-Level“ bewege, Hooklines enthalte und Gesang beinhalte, der von Flüstern bis Schreien reiche. Das Album habe teils eine schwerfällige Stimmung, was an Type O Negative erinnere, allerdings konzentriere sich Pist.On eher auf Powerchords und nicht auf depressiv klingende Keyboardklänge. Die Songs seien meist einfach gestrickt, wobei auch die E-Gitarren sehr präsent wären. Die Coverversion von Shoplifters of the World Unite ordnete er dem Death Metal zu.
Matthias Mineur vom Metal Hammer gab an, dass anfangs hauptsächlich Henry Font und Val.ium für das Songwriting zuständig waren. Er stellte zudem fest, dass die Klangfarbe von Fonts Gesang an die von James Hetfield erinnert. Im Interview mit ihm stimmte Font zu, dass er hierauf schon mehrfach hingewiesen worden sei. In einer späteren Ausgabe wurde im Magazin festgestellt, dass $ell Out weitaus weniger aggressiv als der Vorgänger ist. Dies bestätigte Font im Metal-Hammer-Interview: Man habe den Hardcore Punk gestrichen, da dies sonst langweilig geworden wäre. Man habe versucht, das Liedmaterial dunkler zu gestalten und diesmal hätten sich auch der Gitarrist Burton Gans mit in das Songwriting eingebracht. Die Texte würden jedoch weiterhin alle von Font geschrieben.
In seiner Rezension zu Number One schrieb Michael Rensen vom Rock Hard, dass die Musik energiegeladen ist und aufgrund seiner Vielfalt nur schwer zu beschreiben sei. Man könne Vergleiche zu Gruppen wie Life of Agony, White Zombie, Kyuss, Galactic Cowboys, Love/Hate, Nirvana oder Jane’s Addiction ziehen, jedoch würde keiner wirklich komplett passen. Rensen fasste die Musik folgendermaßen zusammen: „Furztrockene Bratgitarren duellieren sich mit haschischdampfenden Space-Orgien, groovige Hardcore-Drums treffen auf die kompositorische Durchgeknalltheit eines Perry Farrell, und rauhe Röhrvocals wechseln sich mit wunderschönen mehrstimmigen Refrains ab.“ Eine Ausgabe später gab Uwe „Buffo“ Schnädelbach an, dass er sich beim Hören des Albums öfter an Type O Negative und Life of Agony erinnert fühlte. Im Interview mit ihm gab Henry Font an, dass dies darauf zurückzuführen ist, dass Silver bei der Produktion des Albums viele seiner Vorstellungen, Ideen und Inspirationen mit eingebracht hatte. In ihrer Musik versuche die Gruppe, so viele Stilrichtungen wie möglich zu kombinieren. Er würde die Musik als „Heavy-Pop“ bezeichnen. Er selbst werde durch Bands wie Rush, The Cure und The Smiths beeinflusst. In einer weiteren Ausgabe rezensierte Frank Albrecht $ell Out und stellte fest, dass man sich klanglich zum Vorgänger nur geringfügig verändert hat. So sei Fonts Gesang nun weicher und melodischer und als Gesang trete Val.iums Hintergrundgesang in Erscheinung. Zudem habe man stark auf die Hardcore-Punk-Einflüsse verzichtet, stattdessen nähere man sich öfter dem Metal an, was sich vor allem in der Produktion und den „klassisch metallischen Leads von Axeman Burton Gans widerspiegelt“. Die Songs seien jedoch weiterhin auf Emotionen ausgelegt, wobei es der Band gelinge „Melancholie, Trauer, Fassungslosigkeit oder Verzweiflung mit metallischer Härte zu verbinden“. Das Songmaterial könne sich mit dem von Life of Agony oder Weissglut messen. In derselben Ausgabe interviewte Albrecht Font. Dieser gab an, dass die verstärkten Einflüsse des klassischen Heavy Metal vor allem auf den Gitarristen Burton Gans zurückzuführen sind, der Fan von Musikern wie Yngwie Malmsteen, Eddie Van Halen und Uli Jon Roth sei. Fonts Gesang sei nun weicher, da er die ständigen Vergleiche mit James Hetfield vermeiden wollte. Textlich behandele man meist kleine Tragödien, wobei Font hierfür auf Erfahrungen aus seinem eigenen Leben zurückgreife.

## Diskografie
- 1993: Demo (Demo, Eigenveröffentlichung)
- 1993: Urine the Money (Demo, Eigenveröffentlichung)
- 1996: Number One (Album, Fierce Recordings)
- 1999: $ell Out (Album, Mayhem Records)
- 2001: Saves (EP, Eigenveröffentlichung)
- 2022: Cold World + (EP, M-Theory Audio)